# Zhang Yaokun
Zhang Yaokun (張耀坤T, 张耀坤S, Zhāng YàokūnP; Dalian, 17 aprile 1981) è un ex calciatore cinese, di ruolo difensore.

## Carriera

### Club
Zhang Yaokun ha iniziato la sua carriera calcistica nel 1998 con Dalian Shide; tuttavia, a causa di una frattura alla caviglia, è stato costretto a fermarsi per diversi mesi. Terminata la convalescenza, con il Dalian ha vinto titoli nazionali nella stagione 2001 e nella stagione 2002 e la Coppa cinese nel 2001. Il 2004 è l'anno dell'ascesa: Vladimir Petrović è entrato come nuovo allenatore, ha deciso di darlo in prestito al Sichuan Guancheng. Qui ritrova continuità tanto che nella stagione 2005, diviene uno dei pilastri della squadra.
La stagione successiva torna al Dalian e date le ottime prestazioni, diviene capitano della squadra.
Il 18 dicembre 2012, Zhang si trasferisce nell'altra squadra del campionato cinese, il Guangzhou R & F, con quale ha esordito il 9 marzo 2013, nella sconfitta per 4-2 contro il Liaoning Whowin.

### Nazionale
Zhang è stato chiamato per la squadra nazionale cinese per la Coppa d'Asia 2004 e ha partecipato alle qualificazioni per la Coppa d'Asia 2007.

## Palmarès

### Club

#### Competizioni nazionali
- China League One: 1

Wuhan Zall: 2018